# Il genio in fuga
Il genio in fuga è una raccolta di due saggi di Alessandro Baricco sull'opera di Gioachino Rossini. 

## Contenuto
Il libro comprende due saggi. Nel primo, 'Morire dal ridere',  l'Autore dà una propria interpretazione dell'opera buffa e ne descrive brevemente lo svolgimento con Mozart e infine con il teatro comico di Rossini, descrivendone le caratteristiche, quali l'uso della coloratura come cifra del linguaggio rossiniano . Il secondo saggio, 'Il pipistrello e la porcellana', si concentra invece sull'opera seria di Rossini. 

## Sommario
- Morire dal ridere

1. L'opera buffa. Interpretazione di un genere.
2. Mozart. La soglia.
3. Rossini. Al di là del soggetto.

- Il pipistrello e la porcellana

1. Le geometrie dell'archetipo
L'archetipo rossiniano.
Rossini. Al di là del soggetto.
Presagi e commiati.
Il crollo dell'archetipo.
2. La geografia del nuovo.
Il risarcimento del desiderio.
La paura della puara.
Eroi tragici.
Eroi borghesi.
"Semiramide".

- Epilogo. L'altrove rossiniano.

## Edizioni italiane
- Alessandro Baricco, "Il genio in fuga. Due saggi sul teatro musicale di Gioacchino Rossini", Torino, Giulio Einaudi Editore, 1997.
- Alessandro Baricco, "Il genio in fuga. Due saggi sul teatro musicale di Gioacchino Rossini", Torino, Giulio Einaudi Editore, 2006.